# МетаЦентр
MetaCentrum (укр. "МетаЦентр") – проєкт асоціації CESNET, головна ціль якого це розвиток та підтримання функціонування ґрід-інфраструктури в Чехії. MetaCentrum відповідає за створення національного ґріду і його зв'язок із відповідними міжнародними видами діяльності. MetaCentrum керує розподіленою обчислювальною інфраструктурою, що складається із власних і довірених обчислювальних і сховищних потужностей академічних центрів у Чехії. Користувачі, зареєстровані в MetaCentrum, можуть безкоштовно користуватися низкою прикладних програм, наприклад, Matlab, Maple, Gaussian тощо. У той же час, MetaCentrum займається важливими дослідженнями й розробками у сферах, пов’язаних із подальшим розвитком цієї інфраструктури.
Обробка об’ємних результатів експериментів, симуляція або моделювання складних систем – ці та інші типові цілі сучасних досліджень мають спільну рису: вони вимагають високої обчислювальної потужності. Наразі це забезпечується кластерами та ґрідами (сітками) – системами звʼязаних між собою компʼютерів, між якими розподіляються завдання, і які взаємодіють між собою. Саме тому ґрід-інфраструктура є одним із основних компонентів електронної інфраструктури CESNET.

## Історія
Ґрід-інфраструктуру MetaCentrum було створено у 1996 році, у рік заснування асоціації CESNET. Асоціація налічує ряд обчислювальних кластерів, які розташовані в різних місцях і належать різним організаціям (CESNET належать близько половини машин MetaCentrum). Усі вони інтегровані в єдине середовище зі спільним управлінням користувачами та завданнями.
MetaCentrum має статус Національної Ґрід-інфраструктури Чехії (чеськ. NGI) в рамках проєкту Європейської Ґрід-інфраструктури (англ. European Grid Infrastructure, EGI).

## Програмне забезпечення
Програмне забезпечення MetaCentrum охоплює доволі широкий спектр прикладних програм. Під час розробки деякі області застосування стали більш традиційними, а отже утворюють відносно стабільні тематичні області, з якими мають справу користувачі MetaCentrum. Найважливішими із таких областей є:
- Обчислювальна хімія/молекулярне моделювання – Amber, Babel, Gaussian/GaussView, Molden, Vmd тощо;
- Технічне та матеріальне моделювання – ANSYS (включно з модулем LS-DYNA), Fluent, MSC.Марк, WIEN2k тощо;
- Математичне та статистичне моделювання – Maple, Matlab, SNNS, gridMathematica, R, Vista тощо;
- Інструменти та середовища розробки – середовище розробки SGI, PGI CDK, TotalView, Vampir, Paradise, SICStus Prolog тощо.

MetaCentrum дозволяє користуватися різноманітними комерційними та безкоштовними програмами з різних областей науки (хімії, біології, математики, технологій). На сьогодні програмне забезпечення MetaCentrum включає сотні таких програм.

## Апаратне забезпечення
MetaCentrum також об'єднує широкий спектр апаратного забезпечення (англ. hardware). Доступні і великі багатопроцесорні SMP-машини зі спільною пам’яттю, і кластери, що складаються з багатьох дво-, чотирьох-, восьми- і більше процесорних ПК. Ці кластери з’єднані швидкою магістральною мережею (10 Гбіт/с) і використовують пакетну систему Torque та розподілені файлові системи AFS і NFSv4 для виконання завдань. Таким чином з точки зору користувача виникає один великий віртуальний кластер із понад 10 000 процесорними ядрами.

## Зовнішні посилання
- Офіційний сайт MetaCentrum (чеською мовою)